# Monica di Sardegna
 (mars 2023).
Si vous disposez d'ouvrages ou d'articles de référence ou si vous connaissez des sites web de qualité traitant du thème abordé ici, merci de compléter l'article en donnant les références utiles à sa vérifiabilité et en les liant à la section « Notes et références ».
Le Monica di Sardegna est un vin DOC produit en Sardaigne dans les provinces de Cagliari, Nuoro, Oristano et Sassari à partir du cépage endémique Monica, le cépage le plus répandu en Sardaigne après le cannonau.

## Caractéristiques organoleptiques
- Robe : claire, brillante, tendant vers le carmin en vieillissant.
- Bouquet : nez intense, aérien, agréable.
- Gout : souple, sec ou demi-sec, arrière-goût caractéristique.

## Plats conseillés
Viandes rouges grillées, veau mariné au citron, agneau rôti.

## Production
Province, saison, volume en hectolitres
- Cagliari  (1990/91)  7768,8
- Cagliari  (1991/92)  7803,02
- Cagliari  (1992/93)  11068,15
- Cagliari  (1993/94)  16315,51
- Cagliari  (1994/95)  10245,4
- Cagliari  (1995/96)  11344,5
- Cagliari  (1996/97)  8812,49
- Oristano  (1991/92)  462,11
- Oristano  (1992/93)  1727,11
- Oristano  (1993/94)  2906,19
- Oristano  (1994/95)  2182,46
- Oristano  (1995/96)  1940,47
- Oristano  (1996/97)  1125,11